# Lakadivy

Mapa Lakadiv

Lakadivy – jinak též Lakadivské ostrovy nebo Lakšadvíp – jsou souostroví v Arabském moři a tvoří spolu s souostrovím Amindivy a ostrovem Minicoy indické svazové teritorium Lakadivy. Souostroví je vzdálené asi 200 – 300 km od indického pobřeží. Tvoří je čtyři obydlené ostrovy Andrott (4,84 km²), Kavaratti (4,22 km²), Agatti (3,84 km²) a Kalpeni (2,79 km²) a několik malých, neobydlených ostrovů. Počet obyvatel byl v roce podle sčítání v roce 2002 32 200. Ostrov Kavaratti je sídlem správy teritoria.
Od sousedních Malediv jsou Lakadivy odděleny průlivem Osmého stupně.